# ガッルッチョ
ガッルッチョ（伊: Galluccio）は、イタリア共和国カンパニア州カゼルタ県にある、人口約2,000人の基礎自治体（コムーネ）。

## 地理

### 位置・広がり

#### 隣接コムーネ
隣接するコムーネは以下の通り。
- コンカ・デッラ・カンパーニア
- ミニャーノ・モンテ・ルンゴ
- ロッカ・デヴァンドロ
- ロッカモンフィーナ
- セッサ・アウルンカ

### 気候分類・地震分類
ガッルッチョにおけるイタリアの気候分類 (it) および度日は、zona D, 1787 GGである。
また、イタリアの地震リスク階級 (it) では、zona 2 (sismicità media) に分類される。

## 行政

### 分離集落
ガッルッチョには、以下の分離集落（フラツィオーネ）がある。
- Calabritto, Campo, Mieli, San Clemente, Sipicciano, Vaglie